# Промышленная безопасность
Промышленная безопасность, Промышленная безопасность опасных производственных объектов — состояние защищённости жизненно важных интересов личности и общества от аварий на опасных производственных объектах и последствий указанных аварий.
Промышленная безопасность не является составной частью охраны труда. Можно сказать, что это пересекающиеся множества. 
Основная цель промышленной безопасности - предотвращение и/или минимизация последствий аварий  на опасных производственных объектах. Авария - разрушение сооружений и (или) технических устройств, применяемых на опасном производственном объекте, неконтролируемые взрыв и (или) выброс опасных веществ. 
Основная цель охраны труда - сохранение жизни и здоровья работников. Т.е. вполне возможны аварии, которые не причиняют вред жизни и здоровью работников, и, наоборот, вред жизни и здоровью работников может быть причинён без аварий.

## Деятельность в области промышленной безопасности
К видам деятельности в области промышленной безопасности относятся:
- проектирование, строительство, эксплуатация, реконструкция, капитальный ремонт, консервация и ликвидация опасного производственного объекта;
- изготовление, монтаж, наладка, обслуживание и ремонт технических устройств, применяемых на опасном производственном объекте;
- проведение экспертизы промышленной безопасности;
- подготовка и переподготовка работников опасного производственного объекта в не образовательных учреждениях.

## Требования промышленной безопасности к эксплуатации опасного производственного объекта
Организация, эксплуатирующая опасный производственный объект, обязана:
- соблюдать положения Федерального закона N116-ФЗ, других федеральных законов и иных нормативных правовых актов Российской Федерации, а также нормативных технических документов в области промышленной безопасности;
- иметь лицензию на эксплуатацию опасного производственного объекта;
- обеспечивать укомплектованность штата работников опасного производственного объекта в соответствии с установленными требованиями;
- допускать к работе на опасном производственном объекте лиц, удовлетворяющих соответствующим квалификационным требованиям и не имеющих медицинских противопоказаний к указанной работе;
- обеспечивать проведение подготовки и аттестации работников в области промышленной безопасности. Подготовка может быть в форме самоподготовки.

## Документы, подтверждающие требования промышленной безопасности
- Заключение экспертизы промышленной безопасности

## Виды аттестаций по промышленной безопасности
- Первичная аттестация.
- Периодическая аттестация.
- Внеочередная аттестация.[2]